# Bengt Norbrink
Bengt Norbrink, född 30 augusti 1937, död 22 januari 2004, var en svensk journalist, kåsör och chefredaktör.
Norbrink växte upp i Norrtälje och inledde sin journalistkarriär som volontär på Norrtelje Tidning. Han fortsatte till Upsala Nya Tidning där han arbetade som journalist. I början av 1970-talet fick han tjänsten som informationschef vid Internationella standardiseringsorganisationen i Genève.
Norbrink återvände till Sverige i början av 1980-talet och blev bland annat chefredaktör för den nystartade tidningen Teknik & Standard, som redan efter något år fick utmärkelsen "Årets facktidskrift". Han var under många år kåsör i Grönköpings Veckoblad.
Han var far till Olov Norbrink.